# Oath (chanson)
Pour les articles homonymes, voir Oath.
Oath est une chanson de Cher Lloyd avec Becky G issue de son premier album Sticks + Stones. Elle est sortie en single le 4 octobre 2012.